# Eric Andersson (kompositör)
Eric Andersson född Erik Olof Andersson 13 maj 1904 i Örgryte död 26 april 1974 i Örebro, svensk kompositör, sångtextförfattare, kapellmästare och ackompanjatör. 

## Musik
- 1975 - Kom till Casino (filmmusik) [källa behövs]
- Då knaka alla skärgårdens bryggor, Vals [1]